# Gladius (jeu vidéo)
Vous lisez un « bon article » labellisé en 2019.
Pour les articles homonymes, voir Gladius.
Gladius est un jeu vidéo de type tactical RPG développé par LucasArts et édité par Activision en 2003 sur PlayStation 2, Xbox et GameCube. Le jeu permet la gestion d'une école de gladiateurs et de mener des combats contre des adversaires issus d'autres écoles, en suivant deux scénarios distincts.
Le développement, qui s'étale sur environ trois années, nécessite une équipe de cinquante personnes au plus fort de sa réalisation et vingt au moment de sa finalisation. De nombreuses quantités de données sont également produites, aussi bien graphiques que littéraires : plus de 1 700 objets accompagnés de leur description, des centaines de compétences propres à chaque classe de gladiateurs, 25 lieux à explorer, deux scénarios distincts comprenant 35 heures de jeux chacun, des quêtes secondaires et des cinématiques. En termes de rendu visuel, le jeu vidéo est conçu dans l'optique d'exploiter au mieux les performances graphiques de chacune des trois consoles. Par exemple, les personnages sont composés de 3 000 à 5 000 vertex, et les arènes de 80 000 à 100 000 vertex, sachant que chaque polygone en est composé généralement de trois.
Gladius est présenté au salon international du jeu vidéo E3 en 2002 puis en 2003 et sort quand l'univers de la franchise Star Wars finit d'occuper une place dominante au sein du studio de développement LucasArts. Le jeu est globalement bien accueilli par la presse spécialisée lors de sa sortie. La critique apprécie le système de jeu et l'innovation apportée au genre par le biais de la jauge Swing meter, la bande-son et les visuels des cinématiques. Toutefois, si ces derniers peuvent surprendre par leur qualité, les graphismes durant les combats sont moins bien accueillis, tout comme le scénario qui reçoit des avis partagés. Malgré une bonne médiatisation et des critiques favorables, le jeu n'obtient pas le succès escompté à sa sortie et très peu d'exemplaires sont vendus : seulement 79 600 en février 2006. Le jeu est réédité le 28 avril 2015 sur PlayStation 3, en version dématérialisée sur le PlayStation Store.

## Trame

### Univers
Gladius se déroule à une époque située entre le IIIe et le VIe siècle de notre ère,, rappelant la Rome antique.
Le jeu compte au total quatre régions ayant chacune leur propre culture et style artistique. Il est assez facile d'identifier la source d'inspiration de chacune de ces régions : l'Imperia ressemble fortement à la civilisation romaine, le Nordagh renvoie aux contrées nordiques et scandinaves peuplées de barbares, les Steppes des Vents évoquent les plaines de l'Asie centrale peuplées de nomades, et enfin les Terres du Sud s'inspirent du Moyen-Orient, terre désertique et aride parsemée d'oasis,.

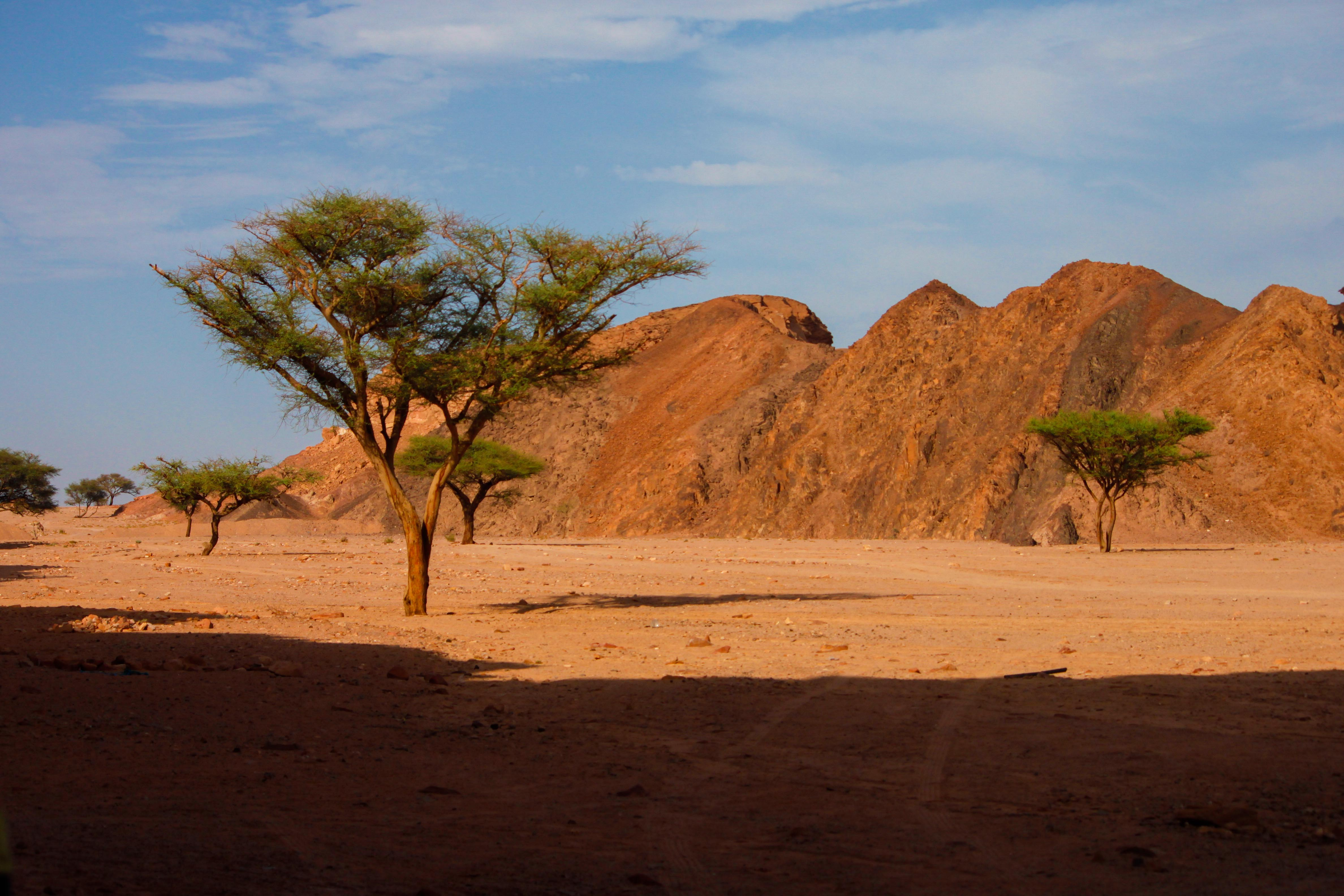
Désert aride en Égypte dont le climat et la végétation sont proches de celui des Terres du Sud dans le jeu vidéo.

L'lmperia, terre centrale de cet univers au climat méditerranéen, est bordée par les trois autres régions, chacune d'entre elles étant séparée de l'Imperia par une frontière, naturelle ou artificielle : la mer d'Aeonis au sud pour les Terres du Sud, une muraille gardée au nord pour le Nordagh et les grandes montagnes des Baitan à l'est pour les Steppes des Vents. L'Imperia est la région à l'origine du rétablissement de la tradition des combats de gladiateurs, et jouit de son fort passé militaire pour dominer les jeux. Le Nordagh est une contrée peuplée de barbares, au climat continental et rude, recouverte de forêts denses et enneigées. La magie fait partie de la culture barbare, et certains guerriers du royaume en ont hérité des pouvoirs. La participation du Nordagh aux combats de gladiateurs n'a cessé de s'accroître ces dernières années, mais la cohabitation « pacifique » avec l'Imperia semble cependant fragile. Les Steppes des vents sont d'immenses plaines arides et venteuses, peuplées de nomades ayant percé un sentier à travers les montagnes des Baitan qui les séparent de l'Imperia. Cette région reste très inhospitalière, de par son climat et sa population hostile aux étrangers. Les Terres du Sud, situées au-delà de la mer d'Aeonis, sont une région sèche au climat aride et très peu peuplée. Il reste cependant quelques cités radieuses à l'architecture grandiose construites sur le littoral, à l'image d'une gloire passée. C'est une terre également mystérieuse sur laquelle règne la magie noire.

### Personnages

#### Ursula
Fille du roi barbare du Nordagh, Ursula détient de mystérieux pouvoirs magiques inexpliqués, ce qui pousse son père à la maintenir à l'abri du monde extérieur, dans son château, pendant une grande partie de sa jeunesse, malgré son désir de liberté. Elle parvient cependant à participer aux jeux du cirque et à combattre, afin de faire ses preuves auprès de son frère Urlan, chargé de sa protection.

#### Valens
Élevé en Imperia, Valens est le fils du plus grand gladiateur d'Imperia, Munio. Mais le jour où son père est assassiné, l'académie la plus glorieuse du pays, que ce dernier dirigeait, s'effondre. Avec l'aide de son ami Ludo et d'Usus, il se jure alors de retrouver la grandeur passée de l'académie de Munio, malgré toutes les difficultés auxquelles il est confronté.

#### Personnages secondaires
Ami d'enfance de Valens, Ludo est lui aussi né en Imperia et baigné de la culture du combat de gladiateurs. De nature impulsive et combattant avec passion, sa franchise n'est pas appréciée de tous. Frère jumeau d'Ursula et prince barbare, Urlan se charge de protéger sa sœur pendant leur périple au-delà des frontières du Nordagh. À l'opposé d'elle, il préférerait rester dans sa contrée natale afin de succéder à son père. Archère adroite et habile manipulatrice, Eiji est une mercenaire parcourant les Steppes des Vents à la recherche de contrats pour combattre dans les arènes. Elle rejoint l'académie de Munio et se révèle indispensable dans cette région où le combat à distance au travers de l'arc est inévitable. Guerrier agile et discret venu d'une région mystérieuse, les Terres du Sud, Gwazi est un personnage énigmatique qui rejoint l'académie de Munio après avoir été secouru par Valens. Sage et dévoué, Usus est un conseiller dont les nombreuses années d'expérience acquises lors de combats de gladiateurs sont un atout pour l'académie de Munio. Il cherche à faire progresser chacun des gladiateurs et les pousse à atteindre la perfection. Roi respecté du Nordagh, Orin le Second s'inquiète de l'avenir de sa fille, Ursula, c'est pourquoi il confie à son seul fils et unique héritier, Urlan, la mission de la protéger. Impérial droit et fier, Mutuus est un ancien gladiateur de la même génération que Munio, le père de Valens, mais qui reste vif malgré son âge. Puissante sorcière mystérieuse dont les intentions restent inconnues, Nyphelia possède des pouvoirs magiques obscurs et une escouade de légionnaires sous ses ordres.

### Synopsis

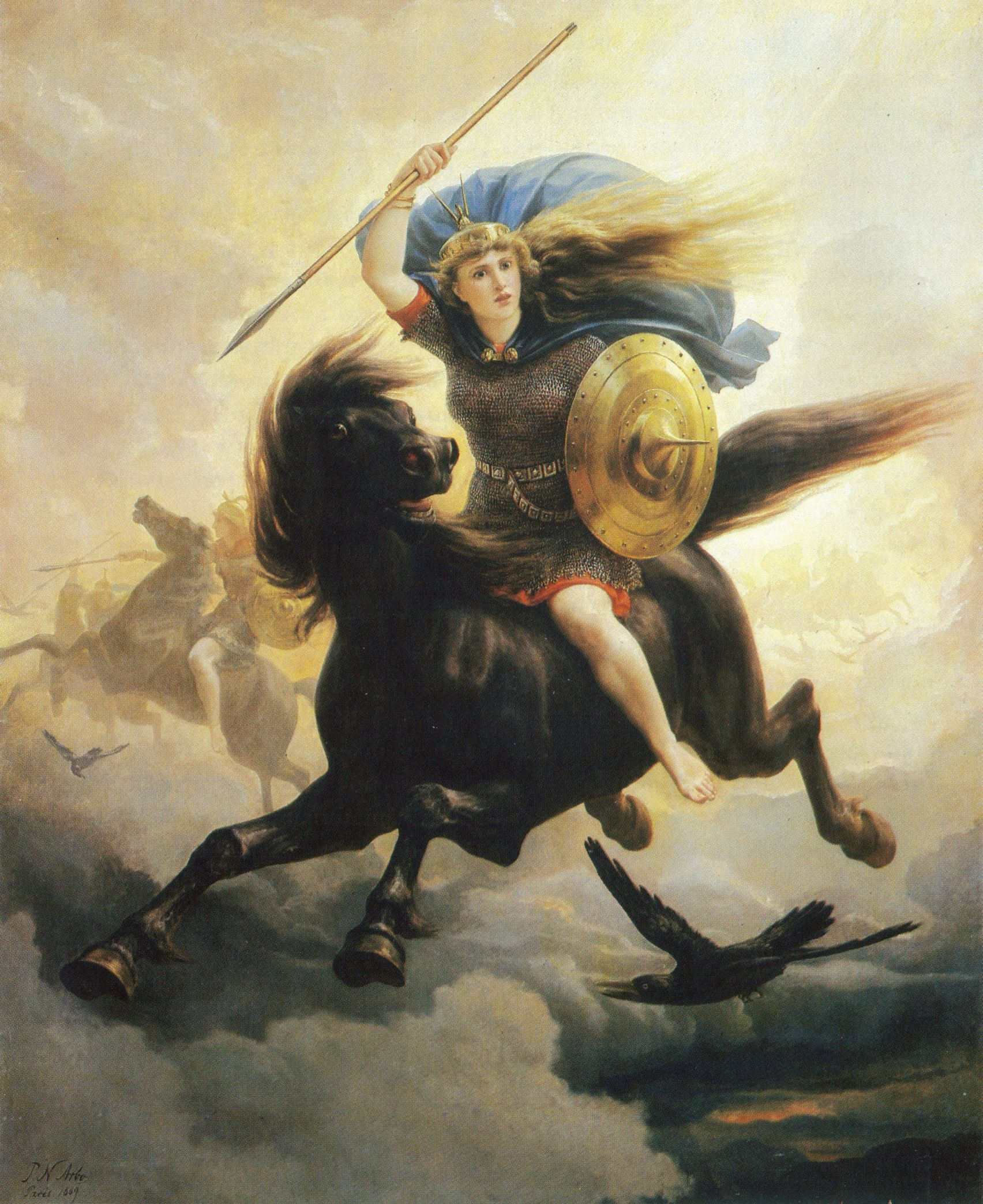
Peinture (huile sur toile) d'une Valkyrie telle qu'elles sont représentées dans le jeu vidéo Gladius.

Un flashback remémore la Grande Guerre au cours de laquelle les régions de l'Imperia et du Nordagh se sont affrontées, et à l'issue de laquelle, le Dieu obscur a émergé à nouveau des ténèbres assoiffé de vengeance, et détruit la quasi-totalité de l'humanité. Cependant, il est repoussé par les Walkyries. Les survivants de cette guerre se promettent alors de ne jamais provoquer à nouveau le Dieu obscur, et afin d'éviter une nouvelle confrontation entre ces deux régions, des combats de gladiateurs en arènes sont organisés pour divertir les populations et préserver la paix,,,. Gladius propose de vivre le destin croisé de deux gladiateurs.

## Système de jeu

### Généralités
Gladius est un tactical RPG au tour par tour, qui propose la gestion d'une académie de gladiateurs, dans le but de combattre dans plusieurs arènes face à d'autres académies, afin de remporter des coupes puis accéder au tournoi régional. Quand ce dernier est remporté, l'académie se rend dans une autre région pour combattre dans de nouvelles arènes, contre de nouveaux adversaires avec de nouveaux équipements. Au fil du jeu, le joueur doit recruter des gladiateurs de différentes classes, afin de pouvoir répondre à tout type de critères concernant les combats (par exemple dans certains combats, les gladiateurs de classe Arcane utilisant la magie ne sont pas autorisés). L'objectif principal du jeu est de participer aux jeux de Caltha, se déroulant la grande arène centrale de l'Imperia, où les plus grands gladiateurs de toutes les régions s'affrontent devant l'empereur. Le jeu comporte 20 arènes réparties sur 12 lieux différents, 16 classes uniques de gladiateurs, plus de 100 gladiateurs personnalisables et plus de 400 objets d'équipements disponibles,.
En parallèle à cette quête de la gloire, l'intrigue du jeu se concentre sur plusieurs des personnages principaux, et affecte lentement les décisions de l'académie, menant à une grande bataille finale qui teste les compétences de tous les membres de l'académie de gladiateurs. Plusieurs quêtes secondaires sont accessibles en dialoguant avec les personnages non-joueurs présents dans les différentes cités.
À l'instar de nombreux jeux du genre, les combattants peuvent être équipés d'armes ou de protections telles que des épées ou des haches, des boucliers, des casques et des accessoires, qui ont pour effet d'augmenter les capacités d'attaque et de défense. Au fur et à mesure de leurs victoires au combat, les gladiateurs acquièrent de l'expérience et gravissent les niveaux, des compétences sont alors déblocables et utilisables en combat.
Les phases de combat se déroulent au tour par tour, mais intègrent une composante mettant à l'épreuve la dextérité du joueur. Une jauge appelée swing meter, à la manière de certains jeux de golf, s'affiche au moment de porter le coup, déterminant la précision et l'efficacité de la frappe. Si le joueur appuie au bon moment, le combattant porte un coup critique, un coup trop rapide se solde par une attaque classique, et un coup trop lent par un échec. Les déplacements des gladiateurs en phase de combat dépendent de leurs propriétés physiques et de leurs capacités : un gladiateur petit et léger se déplace plus loin et plus souvent qu'un autre grand et lourd. Enfin, le positionnement des gladiateurs par rapport aux autres est un élément important ; il modifie le rapport de force, puisqu'un gladiateur placé en hauteur inflige des dégâts supplémentaires, de même pour un gladiateur attaquant le flanc ou dans le dos de son ennemi. Par ailleurs, les combats ne consistent pas toujours à battre tous les adversaires, il en existe différents autres types : « roi de la colline » oblige à rester le plus longtemps possible au sommet d'une estrade sans être vaincu, « domination » impose de contrôler trois zones en restant invaincu, « destruction de monument ennemi » est une sorte de capture du drapeau, et la destruction du plus grand nombre de tonneaux répartis dans l'arène.

### Gladiateurs

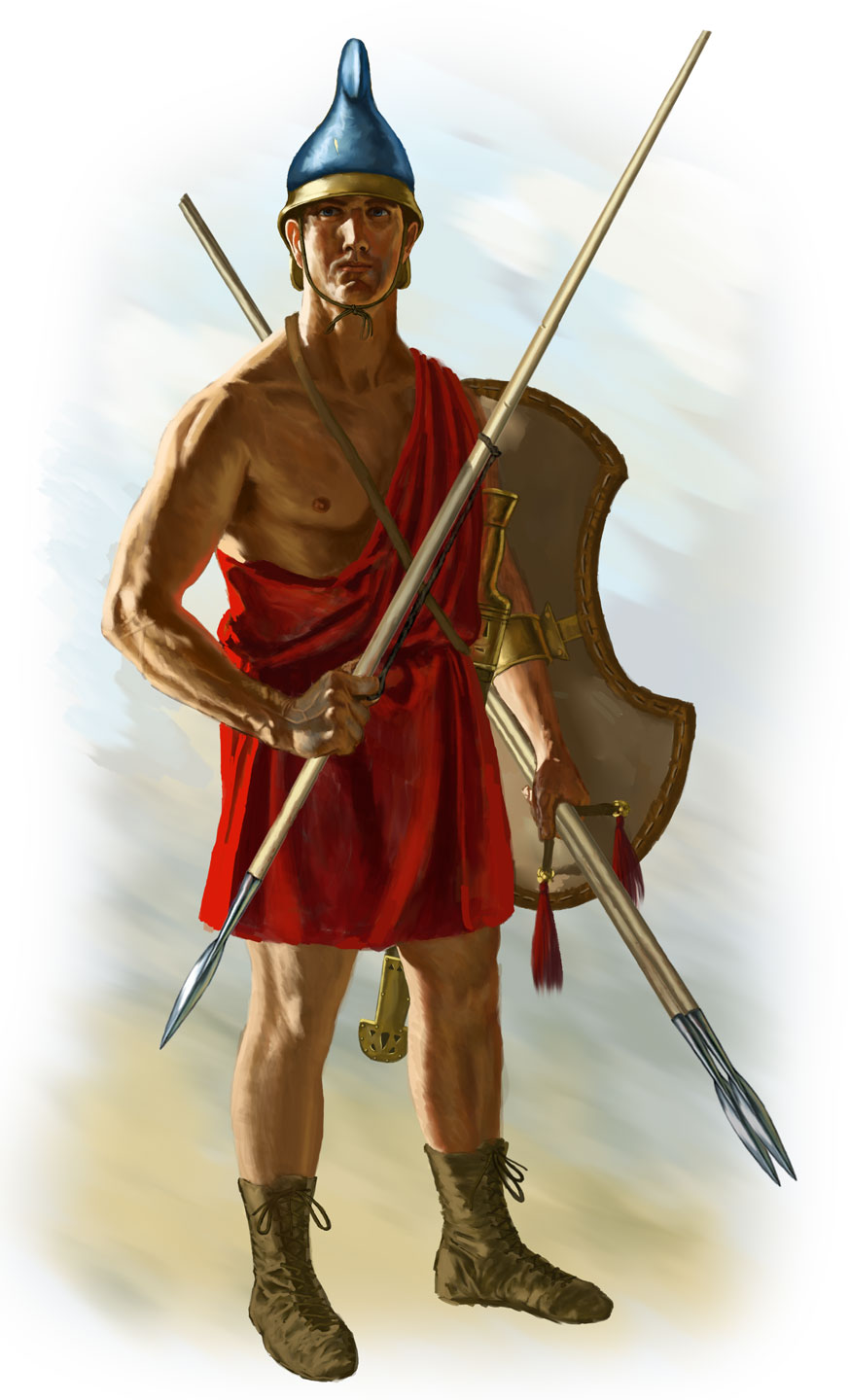
Un peltaste, classe de guerrier présente dans le jeu.

Parmi les gladiateurs que le joueur peut recruter au sein de l'académie, il existe différentes classes, :
- Lourde : centurion, cyclope, minotaure, ogre, samnite, yéti
- Moyenne : Ursula, Valens, barbare, légionnaire, mirmillon, légionnaire mort-vivant
- Légère : bandit, dément, derviche, hybride, satyre, secutor
- Soutien : Amazone, archer, gungnir, peltaste
- Arcane : canaleuse, galdr, chaman hybride, invocateur, invocateur mort-vivant
- Créatures : ours, grand ours, loup, grand loup, chat des plaines, grand chat, scarabée, scorpion.

La relation centrale entre les classes fonctionne à la manière du jeu pierre-papier-ciseaux : les gladiateurs de classe lourde ont un avantage sur ceux de la classe moyenne, les gladiateurs de la classe moyenne ont, à leur tour, un avantage sur ceux de la catégorie légère, tandis que les gladiateurs légers ont un avantage sur les gladiateurs lourds,. En revanche, les classes de soutien et d'arcane sont considérées comme des classes de gladiateurs neutres vis-à-vis des autres, c'est-à-dire qu'elles n'ont pas d'avantage ou de désavantage vis-à-vis de celles-ci. Cependant, bien que les créatures représentent une classe à part entière, les loups et chat des plaines appartiennent à la classe légère, tandis que les ours et autres grandes bêtes font partie de la classe lourde.

### Dieux
Dans l'univers de Gladius, il existe au total six dieux de l'affinité, parmi lesquels figurent quatre éléments de la philosophie naturelle : la Terre, l'Air, le Feu et l'Eau, ainsi que deux issus des désirs des hommes : l'affinité lumineuse et l'affinité obscure. Ces différentes affinités sont représentées par des entités divines : Solum est le dieu de la Terre, Aeris le dieu de l'Air, Exuro le dieu du Feu et Maritimus le dieu de l'Eau. Chaque personnage peut bénéficier durant les combats de puissance offensive et défensive supplémentaire issue d'une affinité élémentaire. Les affinités lumineuses et obscures, elles, sont spéciales : seuls certains gladiateurs peuvent exercer leur pouvoir (par exemple les invocateurs morts-vivants, les légionnaires obscurs ou encore les loups obscurs).
Les affinités peuvent avoir des effets secondaires pendant leur utilisation offensive sur l'ennemi, lorsque leur niveau est suffisamment élevé grâce aux points de compétences gagnés au combat. Ainsi, la Terre étourdit tandis que l'Eau ralentit, le Feu brûle alors que l'Air gèle, la Lumière aveugle et l'Obscurité draine.

## Développement

### Conception
Gladius est développé par LucasArts. L'idée de réaliser un jeu vidéo mettant en scène des combats de gladiateurs est née à la suite de plusieurs années au cours desquelles la franchise Star Wars est omniprésente chez LucasArts. Robert Blackadder souhaite proposer un titre original basé sur le combat d'escouades de guerriers au tour par tour, et le concept de gladiateurs s'y prête bien,. L'équipe de développement s'inspire d'autres jeux tels que Final Fantasy Tactics, Vagrant Story, Madden NFL, ou Mario Party, ainsi que de nombreux autres jeux de rôles.
Le processus de développement s'étale sur environ trois années, implique une équipe de cinquante personnes au plus fort de sa réalisation, et vingt au moment de sa finalisation. Le développement nécessite la production d'une quantité de données importante, aussi bien graphiques que littéraires : plus de 1 700 objets accompagnés de leur description, des centaines de compétences propres à chaque classe de gladiateurs, 25 lieux à explorer, deux scénarios distincts comprenant 35 heures de jeux chacun, des quêtes secondaires et des cinématiques.
En termes de rendu visuel, le jeu vidéo est développé afin d'exploiter au mieux les performances graphiques de chacune des trois consoles concernées. Par exemple, les personnages sont composés de 3 000 à 5 000 vertex, et les arènes de 80 000 à 100 000 vertex, sachant que chaque polygone en est composé généralement de trois,.
Gladius est présenté au salon international du jeu vidéo E3 en 2002 puis à celui de 2003. Le matin du jour de l'ouverture du salon E3 de 2002, le stand de LucasArts attire de nombreux spectateurs souhaitant découvrir les prochains jeux de l'entreprise, notamment Gladius dont l'aspect visuel était marquant. Les développeurs annoncent par ailleurs que le jeu pourrait par la suite être porté sur PC, mais cette version ne sort finalement pas.

### Réalisation de la bande-son
| Homme brun souriant en chemise bleu clair.                                                            |  | Femme brune souriante en robe noire devant une affiche au fond jaune portant les lettres SXSW du festival South by Southwest. |
| Michael Rosenbaum et Linda Cardellini prêtent leur voix aux personnages principaux, Valens et Ursula. |  | |

La musique du jeu est entièrement composée par l'Américain Mark Griskey, qui a notamment réalisé la bande-son de plusieurs autres jeux LucasArts tels que KOTOR II - The Sith Lords et sa suite Star Wars: The Old Republic,.
Plusieurs acteurs et actrices participent au doublage uniquement en anglais des personnages de Gladius : Michael Rosenbaum, célèbre pour son rôle dans la série télévisée Smallville, prête sa voix à Valens, tandis que Linda Cardellini, connue pour ses rôles dans la série Freaks and Geeks et dans les films Scooby-Doo, double Ursula,. Kristoffer Tabori, Andre Sogliuzzo, Jason Marsden et Kim Mai Guest incarnent respectivement Usus, Urlan, Ludo et Eiji. Les narrateurs de l'histoire sont Charles Dennis et Grey DeLisle.

## Commercialisation
Gladius est publié en Amérique du Nord sur PlayStation 2 et Xbox le 28 octobre 2003, et sur GameCube le 3 novembre 2003. Il sort sur les trois plates-formes le 21 novembre 2003 en Europe.
Les joueurs ayant précommandé Gladius directement auprès du site web de LucasArts, bénéficient d'une figurine livrée avec le jeu.
Gladius est réédité sur la console PlayStation 3 le 28 avril 2015 en le téléchargeant sur le PlayStation Store.

## Accueil

### Ventes
Malgré des critiques favorables, Gladius ne rencontre pas à sa sortie le succès escompté et très peu d'exemplaires sont vendus : seulement 79 600 en février 2006.

### Critiques générales
Gladius est globalement bien accueilli par la presse spécialisée lors de sa sortie. La critique apprécie le système de jeu et l'innovation apportée au genre par le biais de la jauge Swing meter, la bande-son et les visuels des cinématiques. Toutefois, si ces derniers peuvent surprendre par leur qualité, les graphismes durant les combats sont moins bien accueillis, tout comme le scénario qui reçoit des avis partagés. Le jeu totalise une moyenne de notes de 78 % en juillet 2019 sur Metacritic, sur la base de vingt critiques positives (plus de 75 %), six critiques mitigées (entre 50 et 75 %) et seulement une critique négative (moins de 50 %).

### Critiques des graphismes
La presse spécialisée estime que le jeu exploite au mieux les capacités graphiques de chacune des consoles sur lesquelles il a été développé. GameSpot relève de « beaux visuels », des cinématiques « bien réalisées », et principalement grâce à des « modèles de personnages stylisés et bien animés »,. La même impression est ressentie chez GameSpy qui évoque des scènes en temps réel « bien chorégraphiées » au rendu « décent »,, et chez Game Revolution, pour qui les graphismes sont bons et équivalents sur les différentes plates-formes. Le site remarque des expressions labiales et faciales, des animations « fluides » et une multitude d'arènes différentes,. En outre, le constat est le même pour IGN qui est ébahi par les animations faciales et s'étonne de voir des mouvements des globes oculaires « étrangement réalistes »,. GameSpy juge l'interface efficace, permettant des actions rapides et la qualifie de « simple et directe »,. Les critiques concernant les graphismes hors cinématiques sont moins élogieuses. Selon Gamekult, les visuels sont « agréables », s'ils ne sont pas les meilleurs. Le site entrevoit des textures « un peu grossières » et considère pour sa part que la gestion des expressions faciales peut ne pas faire l'unanimité. C'est aussi un avis partagé par Jeuxvideo.com qui remarque l'effet des cinématiques, mais soulève le problème d'une « réalisation pauvre » quand les combats en arène débutent.

### Critiques dugameplay
L'intelligence artificielle est jugée convaincante. GameSpot note que l'IA des ennemies fait un « travail honorable » quel que soit le type de combat. De même, Jeuxvideo.com remarque que les personnages dirigés par l'IA arrivent à prendre le joueur en défaut et à varier les attaques. Au contraire, IGN pense qu'elle est « juste stupide et déséquilibrée »,. Le site est surpris du caractère addictif du système de jeu et de combats au tour par tour,. Le système de combat qui régit les compétences d'attaque et de défense est jugé « bon et simple », évitant de trop utiliser les capacités les plus puissantes par GameSpot,. Cependant, GameSpot regrette que la jauge swing meter ne soit pas plus utilisée, bien que cela facilite la prise en main et rende ce genre de jeu au tour par tour plus engageant qu'il ne devrait être,. GamePro reconnaît un gameplay innovant, mais déplore l'exécution de ce dernier « aussi lente que la narration [...] l'action a tendance à être très, très lente, en attendant patiemment votre prochain tour »,. Les contrôles sont jugés mal adaptés et décevants. Selon GamePro, ne pas réussir une attaque ou la pression sur un bouton peut entraîner la perte d'un combat, contre un adversaire moins puissant. Le magazine constate à regret l'impossibilité de décider de la défense puisqu'elle est gérée et lancée automatiquement,. C'est aussi le bilan que fait pour partie GameSpy et qui constate que le rythme lent peut conduire à des batailles traînant en longueur,. Jeuxvideo.com note toutefois que le rythme « un peu lent » peut rebuter les réfractaires au jeu au tour par tour, mais considère que ce système peut apporter de par[pas clair] « l'originalité du contexte et la richesse du système de jeu ».
La presse spécialisée commente favorablement la longue durée de vie de Gladius, qui représente plusieurs dizaines d'heures de jeu. GameSpot estime que le jeu ne peut se terminer en un seul week-end,. Le site précise que si le rythme du jeu est parfois un peu lent, il est addictif et empêche de percevoir le temps passé à jouer,. Le constat est le même selon Game Revolution,. Jeuxvideo.com estime que le jeu possède une bonne durée de vie grâce à ses « très nombreux » tournois se complexifiant « rapidement »,  les deux scénarios distincts et le mode multijoueur. Enfin, Gamekult reconnaît que le jeu possède une durée de vie « conséquente ».

### Critiques du scénario
Jeuxvideo.com qui apprécie les deux scénarios distincts et les quêtes annexes, estime que Gladius « séduit d'entrée de jeu » grâce à un script original et « surtout narré avec brio via des fresques et des peintures superbes ». Cependant, l'une des critiques négatives porte sur l'histoire. GamePro déclare que « malheureusement, le script bien écrit ne l'emporte pas sur l'histoire longue et sans intérêt »,. Gamekult rejoint cet avis en reprochant un manque de consistance du scénario « qui n'offre pas une aventure passionnante à suivre ».

### Critique de la bande-son
La bande-son est bien reçue par la critique. GameSpot la décrit comme « triomphante [...] mais parfois répétitive », point négatif également relevé par IGN estimant que si elle donne bien le ton aux séquences de combat, elle comporte trop peu de titres,. Jeuxvideo.com perçoit des thèmes « caractéristiques des péplums », mais ne se démarquant pas assez.
Les bruitages sont globalement jugés adaptés au jeu. GameSpot apprécie leur qualité, mais constate que certains semblent manquer,, critique partagée par Game Revolution qui relève certaines lacunes sur cet aspect,.
Le doublage est également apprécié. GameSpot l'estime « bien fait », mais relate des expressions se répétant trop souvent. Jeuxvideo.com est également conquis par le doublage en français. Game Revolution fait remarquer que LucasArts a l'habitude de porter attention au doublage, et ajoute que Gladius ne fait pas exception à la règle,.

## Postérité
La musique du jeu intitulée Gladius Sketches est incluse dans l'album The Best of LucasArts Original Soundtrack sorti en 2002, qui est une compilation des meilleures musiques composées pour les jeux vidéo développés par LucasArts (Outlaws, The Secret of Monkey Island, Grim Fandango, The Dig, RTX Red Rock). Cet album obtient le prix Best Game Music Soundtrack Album of the Year de la part de l'association américaine Game Audio Network Guild.
En 2003, LucasArts annule un projet alors en cours de développement de type MMO sur console appelé Pangaea et basé sur le concept de Gladius. L'équipe et certains éléments de conception sont transférés sur un nouveau projet nommé Proteus, le développement de Star Wars: Knights of the Old Republic III. Cependant, le jeu est lui aussi annulé en 2004.
En 2007, Official Xbox Magazine place Gladius dans une liste des meilleurs jeux Xbox n'ayant pas été achetés. Le magazine Complex le place en 2013 dans une liste des 25 meilleurs jeux vidéo LucasArts.

### Sources primaires
1. 1 2  (en) Robert S. Blackadder, « Team Notes », sur LucasArts.com, 29 août 2002 (version du 12 octobre 2003 sur Internet Archive).
2. 1 2 3 4  Rector et Lambros 2003, Gladius : Manuel d'entraînement de la ligue, p. 12-13.
3. 1 2  Rector et Lambros 2003, Gladius : Manuel d'entraînement de la ligue, p. 7.
4. 1 2 3 4 5 6 7 8  Rector et Lambros 2003, Gladius : Manuel d'entraînement de la ligue, p. 8-9.
5. ↑  Rector et Lambros 2003, Gladius : Manuel d'entraînement de la ligue, p. 6.
6. ↑  (en) « Dare to enter the arena. Lucasarts brings brutal gladiator-style fighting alive in Gladius™ Epic Combat Role-Playing Game Expected in Spring 2003 for PlayStation®2, Xbox™, and Nintendo® GameCube™ », sur LucasArts Entertainment Company, 9 mai 2002 (version du 11 juin 2002 sur Internet Archive).
7. ↑  Rector et Lambros 2003, Gladius : Manuel d'entraînement de la ligue, p. 25.
8. 1 2  Rector et Lambros 2003, Gladius : Manuel d'entraînement de la ligue, p. 20-21.
9. ↑  (en) Chris Susen, « Team Notes », sur LucasArts.com, 21 mai 2003 (version du 11 octobre 2003 sur Internet Archive).
10. ↑  Rector et Lambros 2003, Gladius : Manuel d'entraînement de la ligue, p. 37.
11. ↑  (en) « GLADIUS™ », sur PlayStation Store, 29 avril 2015 (consulté le 22 novembre 2017).
12. ↑  « 2003 Awards », sur G.A.N.G. (consulté le 19 février 2019).

### Interviews
1. 1 2 3  (en) John "JCal" Callaham, « Gladius Interview », sur HomeLan, 28 mars 2003 (version du 5 décembre 2003 sur Internet Archive).
2. 1 2 3  (en) Félix Tremblay, « Entrevue sur Gladius », sur JeuXpress, 2002 (version du 12 décembre 2003 sur Internet Archive).
3. ↑  (en) nathan, « Gladius Interview », sur AICG.com, 23 octobre 2003 (version du 6 décembre 2003 sur Internet Archive).
4. ↑  (en) Gamespot Staff, « Gladius Q&A », sur GameSpot, 29 avril 2003 (consulté le 30 novembre 2018).